# Ceanothia tardiuscula
Ceanothia tardiuscula är en insektsart som först beskrevs av Bliven 1958.  Ceanothia tardiuscula ingår i släktet Ceanothia och familjen rundbladloppor. Inga underarter finns listade i Catalogue of Life.